# Skammen
Skammen —conocida en español como Vergüenza y La vergüenza—  es una película dramática del director sueco Ingmar Bergman. Se estrenó el 29 de septiembre de 1968 en el Festival de cine de Sorrento y en Suecia. Destaca en la trayectoria del realizador por ser un alegato contra la guerra, mostrando sus atrocidades y repercusión en el ser humano, que ayudó a consolidar su reputación internacional.

## Sinopsis
Jan y Eva Rosenberg, un matrimonio formado por dos violinistas, huyen de una prolongada guerra civil que está asolando su país. Huyendo del conflicto, tras la disolución de la orquesta de música clásica en la que trabajaban, deciden instalarse en una isla. En una recóndita granja reemprenden su vida con humildad y sencillez, en una existencia tranquila, ocupándose también de sus inquietudes artísticas. Jan y Eva son apartidarios, no tienen ningún interés en la guerra, y manifiestan una gran sensibilidad: la guerra inquieta a Jan, de personalidad muy sensible, y llora con frecuencia; Eva desea tener un hijo pero Jan se niega en las circunstancias que se encuentran.
Súbitamente la guerra llega hasta donde se encuentra la pareja: un día llegan los soldados y todo cambia radicalmente. La población de los alrededores es exterminada pero Jan y Eva se libran de la ejecución. Pasado un tiempo ambos son detenidos bajo la acusación de colaborar con las fuerzas rebeldes y son maltratados y amenazados por los integrantes de la unidad militar dirigida por el coronel Jacobi que tiene la misión de defender la isla frente a los rebeldes. Con brutalidad, la guerra, la «vergüenza», se instala en todos ellos, con su cortejo de incendios de napalm, ejecuciones sumarias, redadas y torturas. El coronel finalmente los libera y poco a poco va a visitarlos a la granja ofreciéndoles regalos y dinero ya que es también aficionado a la música clásica y está interesado en Eva.
Finalmente los rebeldes vuelven a la granja y se instala el caos. Jan, conocedor de que el coronel ha mantenido una relación con su mujer, se transforma en una persona violenta capaz de cometer un asesinato. Tras la desaparición de los soldados, que arrasan con la granja, Jan y Eva deciden huir y escapar nuevamente sin tener claro hacia dónde.

## Reparto
- Liv Ullmann - Eva Rosenberg
- Max von Sydow - Jan Rosenberg
- Sigge Fürst - Filip
- Gunnar Björnstrand - Coronel Jacobi
- Birgitta Valberg - Señora Jacobi
- Hans Alfredson - Fredrik Lobelius, anticuario
- Ingvar Kjellson - Oswald, profesor en la sala de interrogatorios
- Frank Sundström - Interrogador
- Ulf Johansson - Doctor en la sala de interrogatorios
- Vilgot Sjöman - Entrevistador de televisión
- Bengt Eklund - Miembro de la expedición de Jacobi
- Gösta Prüzelius - Líder de la iglesia en la sala de interrogatorios
- Willy Peters - Oficial anciano
- Barbro Hiort af Ornäs - Mujer en el barco de refugiados
- Agda Helin - Esposa
- Ellika Mann - Prisionera en la sala de interrogatorios
- Rune Lindström - Caballero gordo
- Axel Düberg - Piloto
- Lars Amble - Oficial

## Producción
La historia de dos seres únicamente abstraídos por ellos mismos que se ven atrapados por la realidad es el eje central de La vergüenza. La película ocupa un sitio aparte en la obra de Bergman, a quien sus contemporáneos habían reprochado a menudo el hecho de que nunca tratara la realidad política de su tiempo.
La película fue filmada en la pequeña isla de Fårö, justo al norte de la isla de Gotland, aguas afuera de la costa sureste de Suecia y contó con un presupuesto de 2.800.000 SEK. Se estrenó el 26 de enero de 2009 en el programa de televisión cubano Historia del cine en el canal Cubavisión.

## Recepción

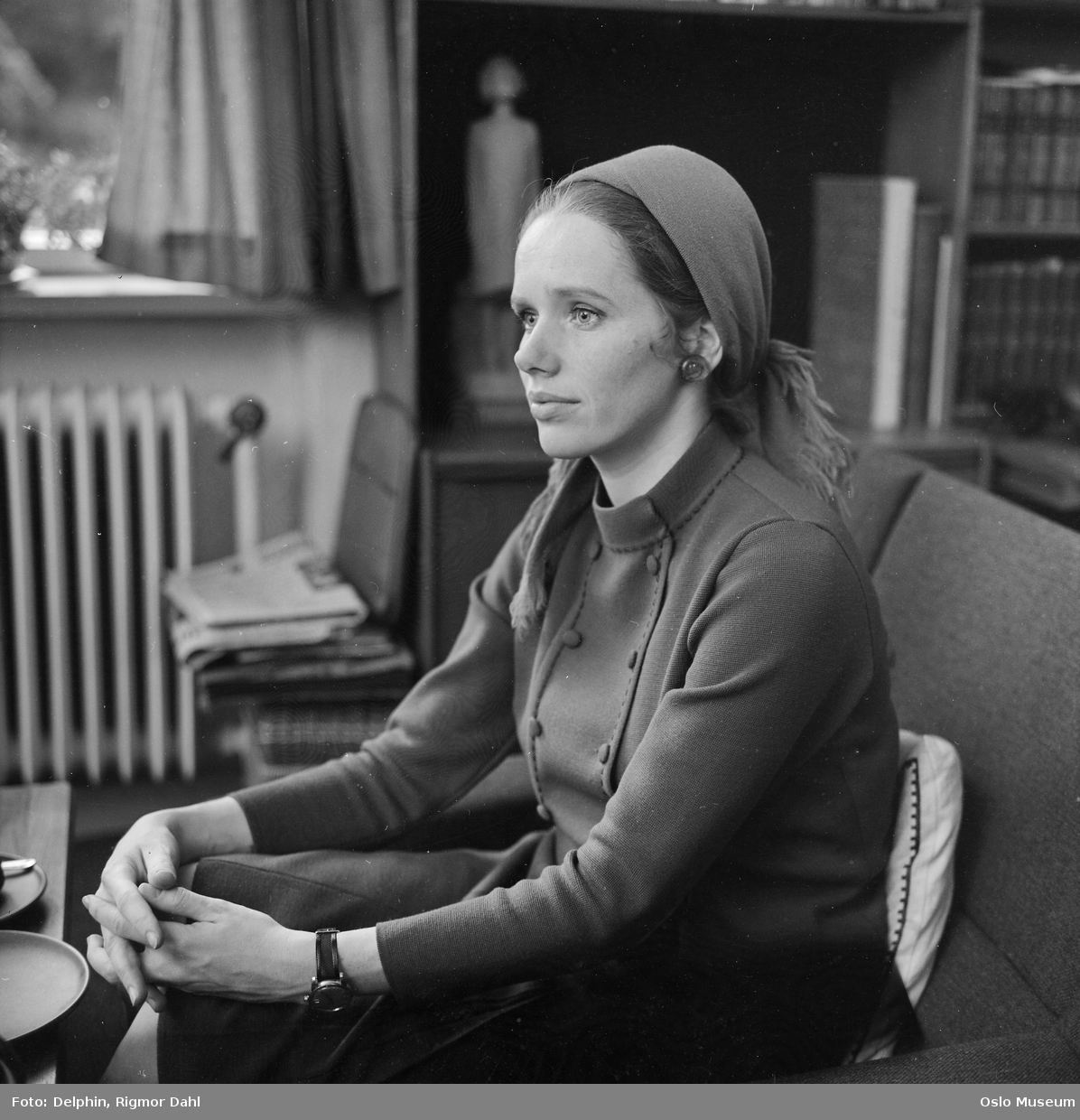
Liv Ullmann fue elogiada por Pauline Kael y recibió el reconocimiento a la Mejor Actriz en los Premios Guldbagge.

La vergüenza obtiene calificaciones positivas en los portales de información cinematográfica.
En FilmAffinity, con 3.220 votos, obtiene una valoración de 7,7 sobre 10.

"El 99 % de los que escribimos en esta página no tenemos ni zorra idea de lo que es una guerra. Básicamente porque jamás hemos vivido una desde dentro. (...) Películas como La vergüenza, sin embargo, nos sitúan con inmisericorde premeditación en el epicentro del horror porque no solo se limitan a mostrarnos su faceta más efectista (explosiones, fuego, hambre, pánico, sufrimiento, muerte...) sino porque se atreven a profundizar -y de que manera- en muchos de aquellos efectos colaterales que una guerra sobrelleva a nivel familiar o conyugal. (...) Pues bien, esa vergüenza, esa infamia, es la que consigue plasmar Bergman de forma magistral. Sin reticencias ni paños calientes. Diseccionando nuestros temores y nuestras miserias con la frialdad y la precisión de un cirujano."
Crítica de Taylor en FilmAffinity 

Con 14.059 valoraciones en IMDb la película tiene una puntuación de 8 sobre 10.

"La vergüenza de Bergman es una de las representaciones de la guerra más realistas jamás filmadas. Esta no es una película de acción aunque el ritmo es más rápido y hay más acción que en cualquier otra película de Bergman. Tampoco es una versión romántica de la guerra o del patriotismo a diferencia de la mayoría de las películas bélicas. De hecho el realismo arenoso y la ambigüedad deliberada de las lealtades de los personajes dan una perspectiva muy contemporánea".
Crítica de Sergey Goldgaber en IMDB 

## Premios
Medallas del Círculo de Escritores Cinematográficos
| Categoría                 | Nominados | Resultado |
| ------------------------- | --------- | --------- |
| Mejor película extranjera | Skammen   | Ganadora  |